# 第2次アデナウアー内閣
第2次アデナウアー内閣（だいにじアデナウアーないかく）は1953年ドイツ連邦議会選挙を経てコンラート・アデナウアーが連邦首相に選出され、1953年10月20日から1957年10月29日まで続いたドイツ連邦共和国（西ドイツ）の連邦内閣。